# Wilson da Silva Piazza
Wilson da Silva Piazza (Ribeirão das Neves, 1943. február 25. –) világbajnok brazil válogatott labdarúgó.
A brazil válogatott tagjaként részt vett az 1970-es és az 1974-es világbajnokságon, illetve az 1975-ös Copa Américán.

## Pályafutása

### A válogatottban
1967 és 1975 között 51 alkalommal szerepelt a brazil válogatottban. Tagja volt az 1970-es világbajnok csapatnak.

## Sikerei, díjai
Cruzeiro
- Mineiro bajnok (10): 1965, 1966, 1967, 1968, 1969, 1972, 1973, 1974, 1975, 1977
- Taça Brasil (1): 1966
- Copa Libertadores (1): 1976

Brazília
- Világbajnok (1): 1970
- Copa América bronzérmes (1): 1975